# Lafayette (Louisiana)
Lafayette je město ve státě Louisiana ve Spojených státech amerických. Je čtvrtým největším městem v Louisianě po městech New Orleans, Baton Rouge a Shreveport a zároveň 234. největším městem ve Spojených státech. Městem protéká řeka Vermilion.
K roku 2022 zde žilo 121 374 obyvatel. S celkovou rozlohou 145 km² byla hustota zalidnění 838 obyvatel na km². Založeno bylo v roce 1821, přičemž neslo název Vermilionville. Pojmenováno bylo po Marquisovi de Lafayettovi. Ve městě sídlí University of Louisiana at Lafayette a Lafayettské regionální letiště. Město se nachází v oblasti s vlhkým subtropickým podnebím.